# Repubblica di Liegi
La Repubblica di Liegi (in francese: République liégeoise) fu uno stato rivoluzionario di breve durata incentrato sulla città di Liegi, nel moderno Belgio. La repubblica venne creata nell'agosto del 1789 dopo la Rivoluzione di Liegi che portò alla dissoluzione dello stato ecclesiastico precedente, il Principato episcopale di Liegi. Essa continuò ad esistere anche quando vennero costituiti gli Stati Belgi Uniti creatisi con la Rivoluzione del Brabante del 1789. Nel 1791 le forze della repubblica vennero sconfitte dagli eserciti combinati prussiano e austriaco e venne restaurato il locale principe-vescovo.

## Storia

### Le origini del malcontento popolare

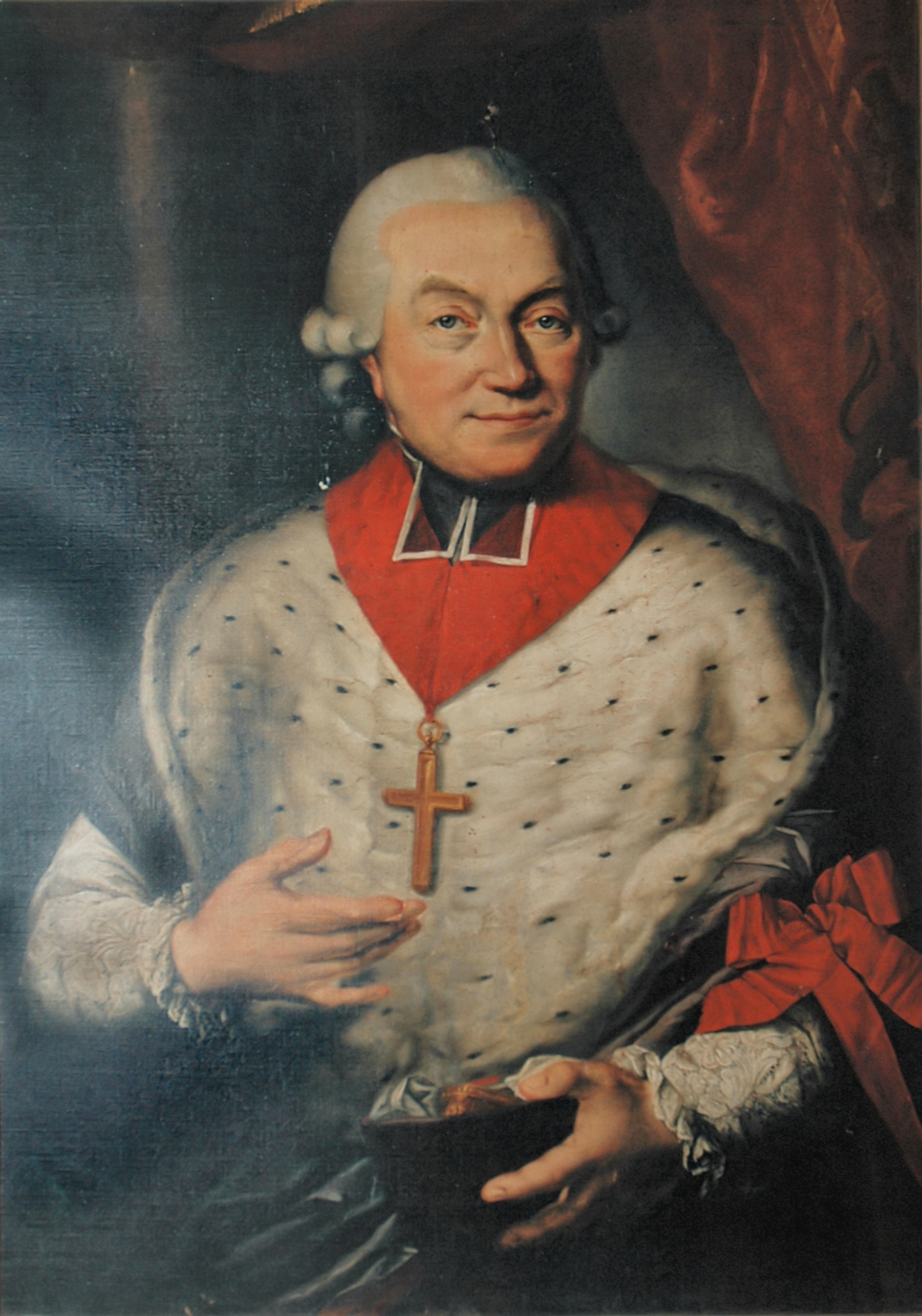
Lo spirito autocratico del principe-vescovo César-Constantin-François de Hoensbroeck fu tra le cause che portarono allo scoppio della Rivoluzione di Liegi.

Il principe-vescovo François-Charles de Velbruck (1772-1784), spirito emancipato del suo tempo, si mostrò particolarmente favorevole ai filosofi dell'Illuminismo e lasciò che molte idee circolassero liberamente nel proprio principato ecclesiastico di Liegi. Fu lui a fondare la Société libre d'Émulation nel 1779 per incoraggiare il gusto per le arti, le lettere e le scienze, e fu quello il luogo ove si formarono poi i principali capi della rivolta che nel giro di qualche anno andò a rovesciare il governo ecclesiastico del principato.
Sulla base del Règlement de 1684, ad ogni modo, il potere rimaneva saldamente ancorato alla figura del principe-vescovo, ai canonici della cattedrale di San Lamberto ed all'aristocrazia locale. Il basso clero, la piccola nobiltà, la borghesia industriale, i mercanti, i contadini e altri non prendevano parte agli affari pubblici del principato ed era quindi inevitabile che queste disparità portassero alla richiesta di cambiamenti politici e da una maggiore giustizia sociale.
Nel 1784, César-Constantin-François de Hoensbroeck venne eletto quale nuovo principe-vescovo. Ostile a tutte le riforme inaugurate dal suo predecessore, conservatore ed autocratico, riprese saldamente le redini del governo inasprendo il controllo dello stato sulla vita dei suoi cittadini, fatto che non piacque ai pensatori della città.
Nel giugno del 1787, Hoensbroeck inviò nella città termale di Spa 200 uomini armati con 2 cannoni al seguito per fermare una maison de jeu perché ritenuta di concessione esclusiva del vescovo, mentre la costituzione prevedeva che tale aspetto fosse regolamentato dagli Stati Generali locali. L'evento portò a una serie di contestazioni che, infiammate ancora di più dagli eventi di Parigi del luglio del 1789, infiammarono ulteriormente il cuore dei rivoluzionari di Liegi.

### La nascita della Repubblica di Liegi
Il 18 agosto 1789, Jean-Nicolas Bassenge ed altri partigiani democratici giunsero all'Hôtel de Ville di Liegi e chiesero le dimissioni dei magistrati in carica a favore di due borgomastri di estrazione popolare che avrebbero retto le sorti della città e ne avrebbero governato l'area dell'intero principato ecclesiastico in nome del popolo e non più del vescovo locale. I due nomi prescelti per l'incarico furono Jacques-Joseph Fabry e Jean-Remy de Chestret. La cittadella di Saint Walburge cadde dopo poco nelle mani dei ribelli. Il principe-vescovo, César-Constantin-François de Hoensbroeck, che venne portato a forza dalla sua residenza estiva di Seraing a Liegi per ratificare la nomina dei due nuovi ufficiali, abolì l'impopolare Règlement de 1684 che aveva regolato gli estesi poteri della chiesa in loco. Alcuni giorni dopo, il principe-vescovo abbandonò il principato e fuggì nella città di Treviri, nella moderna Germania. Malgrado le premesse rivoluzionarie e le molte promesse, la Repubblica di Liegi non venne riconosciuta da alcuno stato europeo dell'epoca.

### Le riforme
Uno dei primi atti della repubblica fu l'introduzione della "Dichiarazione dei Diritti dell'Uomo e del Cittadino di Franchimont" del 16 settembre 1789. Questo documento venne pesantemente influenzato nella sua composizione dalla "Dichiarazione dei Diritti dell'Uomo e del Cittadino" francese introdotta nel 1789 ma conteneva alcune importanti differenze:
- Art. 3: La Sovranità appartiene al popolo [e non alla nazione]
- Art. 10: Ogni cittadino ha libertà di pensiero e di opinione [senza restrizioni]
- Nell'art. 17 vennero proclamati articoli specifici sulla proprietà privata che erano in atto dal 1196, mentre nella costituzione francese tali normative erano assenti.

### La restaurazione e l'abolizione della Repubblica
Il Sacro Romano Impero condannò la rivoluzione di Liegi e chiese la restaurazione dell'ancien régime del vecchio principato episcopale intervenendo militarmente nel 1791 quando, terminata la Guerra austro-turca poté occuparsi in maniera più compita della questione di Liegi, grazie anche al supporto del potente esercito prussiano. Il vescovo de Hoensbroeck venne fatto rientrare dall'Elettorato di Treviri e riprese possesso della propria sede e del proprio governo statale, ma per breve tempo in quanto alcuni anni dopo dovette nuovamente abbandonare la propria sede per l'invasione del territorio da parte delle armate rivoluzionarie francesi.
La rivolta radicale di Liegi è ricordata in particolare perché portò alla proclamazione di una repubblica rivoluzionaria due anni prima della Prima Repubblica francese.